# Педро Мануэль Колон де Португал
Педро Мануэль Колон де Португал, 7-й герцог Верагуа, 7-й маркиз Ямайки (исп. Pedro Manuel Colón de Portugal; 25 декабря 1651, Мадрид — 9 сентября 1710, Мадрид) — испанский аристократ и государственный деятель, который занимал различные ответственные должности во время правления Карла II и Филиппа V.

## Биография
Родился 25 декабря 1651 года в Мадриде. Старший сын Педро Нуньо де Португала-и-Кастро, 6-го герцога Верагуа (1628—1673), который умер, будучи вице-королем Новой Испании, и его первой жены, Изабель де ла Куэва (1620—1657), дочери герцога Альбуркерке Франсиско Фернандеса де ла Куэва, вице-короля Каталонии и Сицилии.
После смерти своего отца, которая произошла 8 декабря 1673 года, он унаследовал титулы 7-го адмирала Индий, герцогства Верагуа и де ла Вега (оба титула — гранды Испании), маркиза Вильямисара и Ямайки, хотя он не пользовался владения последнего на острове были захвачены англичанами в 1656 году.
В 1675 году Педро Мануэль Колон де Португал был награжден Орденом Золотого руна.
Он служил como maestre во испанской армии во Фландрии, а затем генералом миланской кавалерии. С 1677 по 1679 год он был генерал-капитаном Галисии, с 1679 по 1680 год — вице-королем Валенсии; оттуда он стал генерал-капитаном галер Испании, а с 1696 по 1701 год занимал пост вице-королевства Сицилии.
В 1699 году он был назначен членом Государственного совета короля Карлоса II, а уже вернувшись в Испанию президентом Совета Орденов в 1703 году, положение которого заставило его отказаться от Золотого руна, чтобы получить габитус ордена Сантьяго. Позже он был президентом Совета Италии.

## Брак и дети
30 августа 1674 года в Мадриде Педро Мануэль Колон де Португал женился на Терезе Марине де Айяла, 4-й маркизе де ла Мота (ок. 1655 — 11 июня 1714), дочери Фернандо Антонио де Айяла Фонсека и Толедо, 3-го графа де Айяла (ок. 1620—1676), и Каталины Фахардо и Манрике де Мендоса, 3-й маркизы де Сан-Леонардо (+ 1676). У пары было двое детей:
- Педро Мануэль Нуньо Колон де Португал и Айяла (17 октября 1676 — 4 июля 1733), 8-й герцог Верагуа (1710—1733)
- Каталина Вентура Колон де Португал и Айяла (14 июля 1690 — 3 октября 1739), 9-я герцогиня Верагуа (1733—1739). Каталина выходит замуж за Джеймса Фитцджеймса, 2-го герцога Бервика, 31 декабря 1716 года.